# Titidius urucu
Titidius urucu es una especie de araña del género Titidius, familia Thomisidae.

## Distribución
Esta especie se encuentra en Brasil.

## Taxonomía
Fue descrita por Esmerio & Lise en 1996.
Tratamiento taxonómico
La especie aparece registrada y publicada en Revisão taxonômica do gênero Titidius Simon, 1895 da região neotropical (Araneae, Thomisidae, Thomisinae). Biociências 3(2, 1995): 185–222.